# ماركو دا سيلفا (مغني)
ماركو دا سيلفا هو مغني برتغالي، ولد في 12 أكتوبر 1977 في بريمن في ألمانيا.

## وصلات خارجية
- الموقع الرسمي
- ماركو دا سيلفا على موقع IMDb (الإنجليزية)